# 231278 Kárpáti
(231278) Kárpáti, denumire internațională (231278) Karpati, este un asteroid din centura principală de asteroizi.

## Descriere
231278 Kárpáti este un asteroid din centura principală de asteroizi. A fost descoperit pe 25 ianuarie 2006 la Piszkesteto de Krisztián Sárneczky. Asteroidul prezintă o orbită caracterizată de o semiaxă mare de 2,71 ua, o excentricitate de 0,17 și o înclinație de 11,7° în raport cu ecliptica.